# تل أحمر
تل أحمر قرية سوريّة تتبع إداريّاً لمحافظة حمص منطقة حمص ناحية حمص، بلغ تعداد سكانها 1,263 نسمة حسب التعداد السكاني لعام 2004.